# Дезейини (лунный кратер)
Кратер Дезейини (лат. Deseilligny) — маленький молодой ударный кратер в южной части Моря Ясности на видимой стороне Луны. Название присвоено в честь французского селенографа Жюля Дезейини (1868—1918) и утверждено Международным астрономическим союзом в 1935 г. Образование кратера относится к эратосфенскому периоду.

## Описание кратера

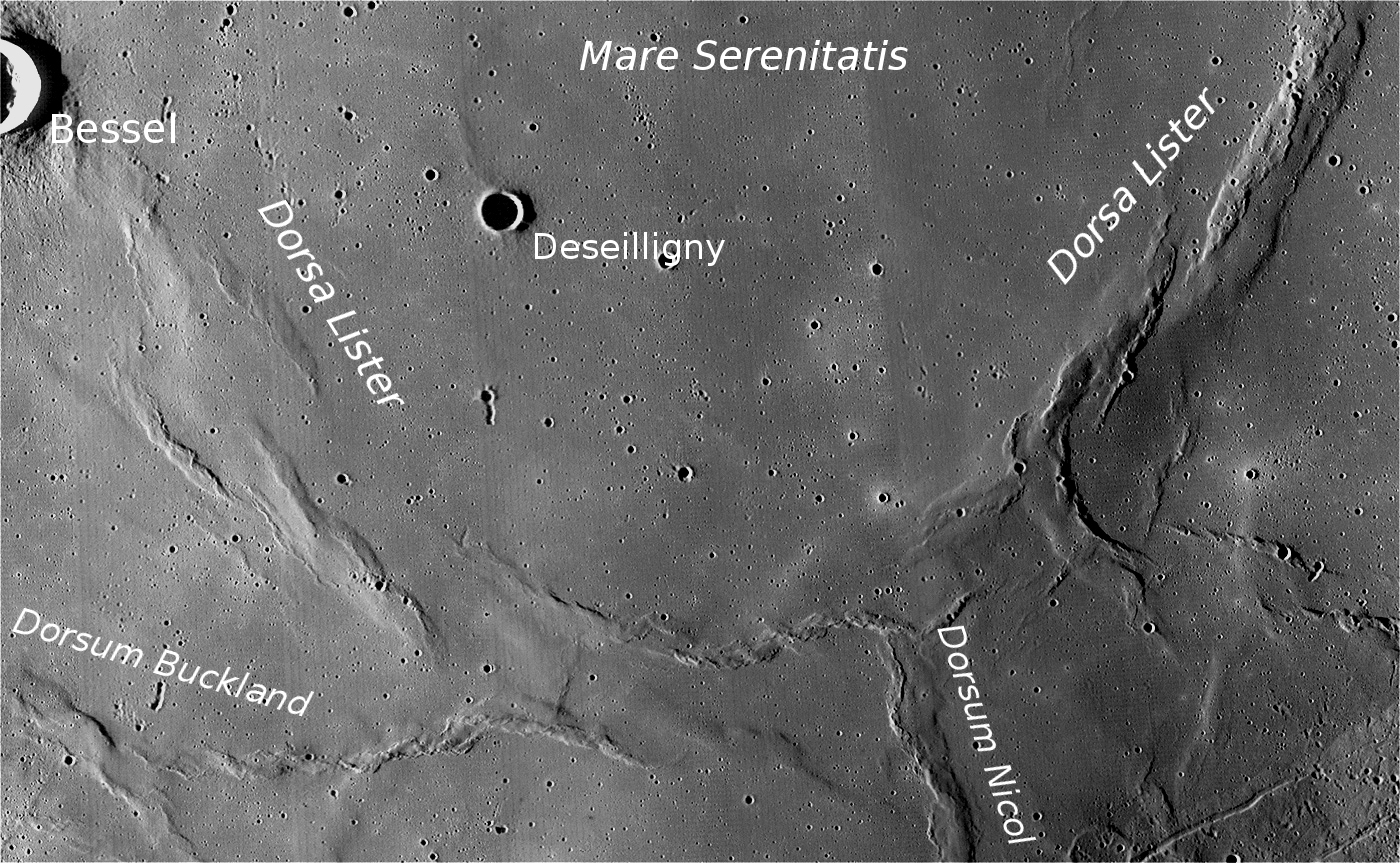
Окрестности кратера Дезейини. Снимок Lunar Reconnaissance Orbiter.

Ближайшими соседями кратера являются кратер Бессель на западе-северо-западе; кратер Финш на севере; кратер Борель на востоке-северо-востоке; кратер Бракетт на юго-востоке; кратер Таке на юге-юго-западе и кратер Бобилье на западе-юго-западе. Окрестности кратера изобилуют интересными деталями лунного рельефа. С южной стороны кратер окружен грядами Листера, за ними на юго-западе расположена гряда Буклэнда; на северо-востоке от кратера расположены гряды Смирнова, на юго-востоке гряда Николя. Перечисленные образования образуют структуру, получившую неофициальное наименование Змеиный хребет. Кроме этого на западе-юго-западе от кратера расположены Гемские горы, а на юге мыс Архерузия. Селенографические координаты центра кратера 21°08′ с. ш. 20°35′ в. д. / 21,13° с. ш. 20,59° в. д., диаметр 6 км, глубина 1,25 км.

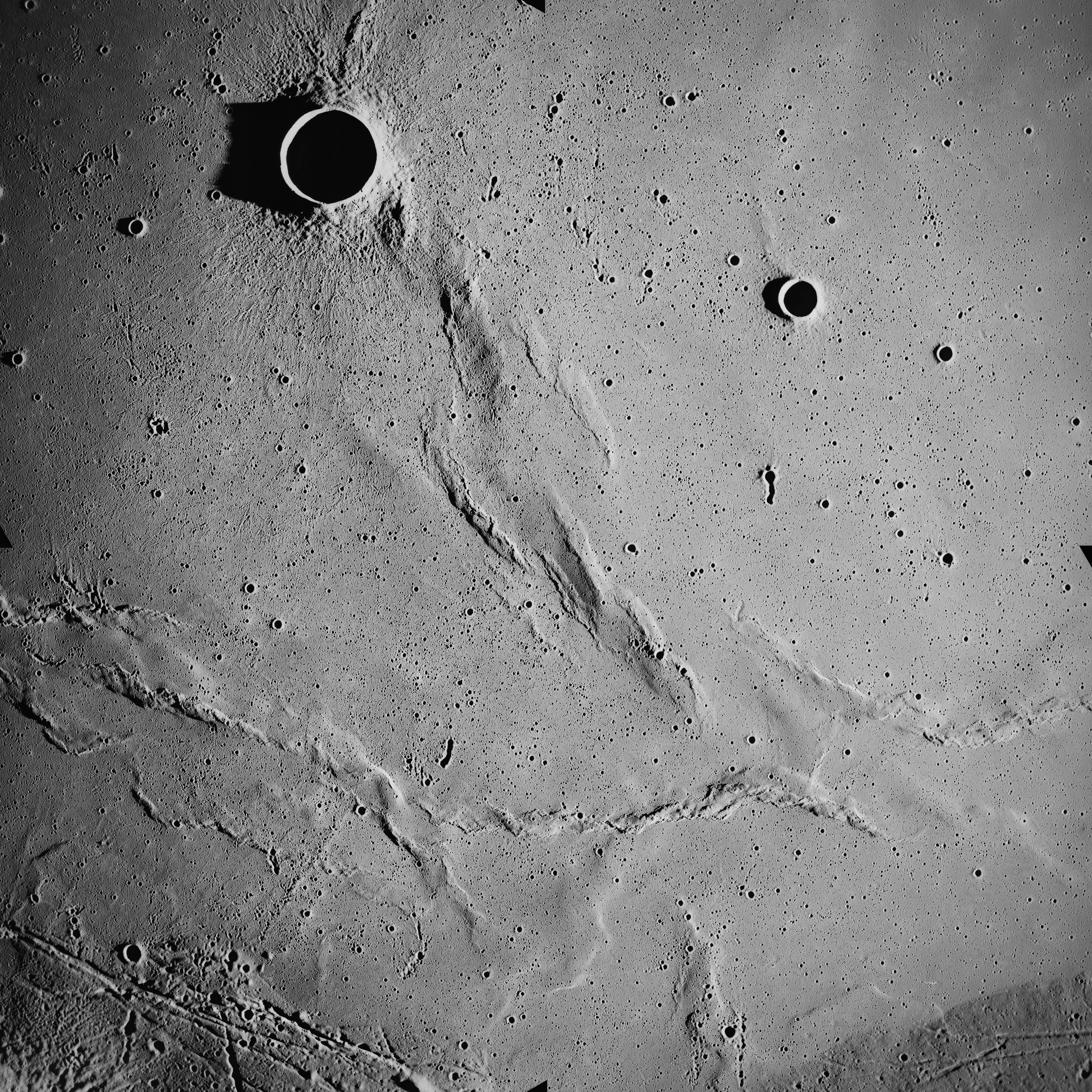
Кратеры Бессель (вверху слева) и Дезейини (вверху справа). В центре гряды Листера. Снимок с борта Аполлона-17.

Кратер имеет циркулярную чашеобразную форму, дно чаши не имеет плоского участка. Вал кратера с острой кромкой, высота вала над окружающей местностью достигает 220 м,объем кратера составляет приблизительно 9 км³. Окружающая местность испещрена множеством крохотных кратеров. По морфологическим признакам кратер относится к типу ALC (по наименованию типичного представителя этого типа — кратера Аль-Баттани C).
В кратере Дезейини зарегистрированы термальные аномалии во время лунных затмений. Это явление объясняется небольшим возрастом кратера и отсутствием достаточного слоя реголита, оказывающего термоизолирующее действие. Явление характерно для большинства молодых кратеров.

## Сателлитные кратеры
Отсутствуют.